# Portal d'Oliana
El Portal d'Oliana és una obra d'Oliana (Alt Urgell) inclosa a l'Inventari del Patrimoni Arquitectònic de Catalunya.

## Descripció
Antic portal que es troba dins el nucli antic de la vila. Es tracta d'un arc de mig punt adovellat que comunica un espai públic dins de la població i uneix dos carrers. Segurament és un dels únics vestigis que resten de les construccions medievals que delimitaven el poble. Les pedres que conformen el portal estan força gastades i en mal estat, tot i que es mantenen.